# Sébastien Célerin
 (septembre 2008).
Si vous disposez d'ouvrages ou d'articles de référence ou si vous connaissez des sites web de qualité traitant du thème abordé ici, merci de compléter l'article en donnant les références utiles à sa vérifiabilité et en les liant à la section « Notes et références ».
Sébastien Célerin (né en 1975 à Ermont) est un auteur, un créateur de jeux et un éditeur de jeux de rôle français.

## Biographie
Lors du lancement de Nephilim, il rencontre l'équipe de Multisim qu’il fréquente pendant plus de six années. En 1998, il participe à l’étude d’une adaptation de Nephilim en MMORPG. Ce projet ne survit pas à la bulle Internet et à la mort des start-up. Il rejoint l’équipe éditoriale de Multisim en 2000 après avoir été un auteur des gammes de cet éditeur pendant deux ans sous la direction de Stéphane Marsan. Au côté de Frédéric Weil, il supervise la création de nouveaux jeux et univers, notamment l’adaptation en jeu de rôle des Royaumes Crépusculaires avec Mathieu Gaborit. Agone est un succès francophone qui justifiera une traduction pour le marché anglo-saxon.
En septembre 2003, il rejoint l'équipe de Rackham pour coordonner le développement du premier jeu de rôle avec figurines sur l'univers de Confrontation : Cadwallon. En février 2004, au côté de Paolo Parente et de Raphaël Guiton, il réunit une équipe pour inventer et développer le jeu de figurines AT-43. Il prend alors la supervision du développement des règles de jeu et des textes d’univers de ce jeu de science-fiction.
Après avoir travaillé pour Dust Games et collaboré à la localisation de la 4e édition de Dungeons & Dragons pour Play Factory, il collabore ensuite à des projets des XII Singes : Alkemy RPG, la collection d'ouvrages de jeu de rôle dédiée au jeu de figurines Alkemy, ainsi que des jeux que l'on peut rapprocher des concepts de réalité alternée en collaboration avec les Éditions Mnémos.
Depuis 2010, il réalise l'adaptation littéraire de roman de SF pour Glénat, sous la direction de Benoît Huot, assure l'adaptation littéraire de traduction de manga, pilote des créations de jeux de rôle originaux chez Les XII Singes, sa maison d'édition, et collabore à des projets de jeux dans la communication au côté de Studio 1D et au sein d'Axon Clark.
En 2013, il supervise l'édition française de Pantheon and Other Roleplaying Games de Robin D. Laws chez les XII Singes : Hollywood Party. Ce jeu narratif avant-gardiste est un échec commercial en France.
En 2014, il devient rédacteur en chef de Jeu de rôle magazine.
En 2016, il collabore avec Don't Panic Games au développement de leur catalogue de jeux : Drakerys, DC Comics Deck-Building, Champions de Midgard, Savants-Fous Academy,  Le Négociateur et Attack On Titan: Le Dernier Rempart.
En 2017, il rejoint Bragelonne pour y développer un catalogue de jeux de cartes, puis de jeux de société. Il y publie un jeu de cartes sur Olive et Tom, Classico d'Olivier Caïra, un autre sur Safari Go !, Mémo-Barjo d'Olivier Caïra. En 2018, il y publie les éditions françaises de La Vallée des marchands, de Sami Laakso, Nightmarium et Culte, de Konstantin Seleznev.
En 2019, Bragelonne décide de créer une filiale spécialisée dans les jeux de société : Bragelonne Games. Sébastien Célerin rejoint Alain Névant au sein de cette nouvelle entreprise pour y poursuivre le développement de cette nouvelle activité de Bragelonne.
En 2020, il initie le développement d'un tarot divinatoire reposant sur l'œuvre de H.P. Lovecraft chez Bragelonne Games. Il confie la conception d'une fiction justifiant cet objet à Maxime Le Dain, traducteur des nouvelles de H.P. Lovecraft et les illustrations au duo Førtifem. La même année, il importe en France le jeu narratif For The Queen d'Alex Roberts. Le premier tirage s'écoule en moins d'un mois. Le second tirage confirme le succès du jeu. Sébastien Célerin propose alors une série d'autres jeux narratifs s'appuyant sur le même cahier des charges de production (80 cartes). La collection est baptisée For The Story, en hommage au travail d'Alex Roberts. Les premiers titres de Nicolas Le Vif rencontre également un fort succès en 2021.
En 2022, il publie Captains' War d'Alexandre Aguilar illustré par Olivier Derouetteau, ainsi qu'Orconomie, chez Bragelonne Games.

## Romans (adaptation littéraire)
- 2010 : Library Wars de Hiro Arikawa chez Glénat. La traduction des romans est de Virgile Macre.

Taitei no ken de Baku Yumemakura chez Glénat. La traduction des romans est de Hiroe Sataki et Raphaël Colson.
The Sky Crawlers de Hiroshi Mori chez Glénat. La traduction des romans est de Yohan Leclerc. Cette série fut en outre adaptée en film d'animation par Mamoru Oshii.
- 2010 : Le Voyage de Ryu, adaptation littéraire.
- 2011 : Sanctum_(manga), adaptation littéraire.

Cyborg 009, adaptation littéraire depuis le volume 11.
- 2014 : La Tour fantôme (Yureitu), adaptation littéraire, chez Glénat. La traduction est de Victoria Tomoko Okada.

## Jeux de société (éditeur)
Parallèlement à ces activités dans la création d’univers imaginaire et d’ouvrages pour jouer dans de tels mondes, Sébastien Célerin participa au développement de quelques jeux de société.
- 2006 : Nemesis, pour Hybrid dans l'univers de Confrontation.
- 2008 : Dobble, un jeu de Denis Blanchot – (Play Factory)
- 2009 : Rush n’Crush – (Rackham Entertainment)

Arcana, un jeu de Damien Desnous – (Dust Games et AEG, sous licence Cadwallon, Rackham Entertainment)
The Adventurers, un jeu de Guillaume Blossier et Frédéric Henry – (Dust Games et AEG)
- 2010 : Mad Zeppelin!, un jeu d'Olivier Pauwels – (à paraître chez Dust Games et AEG)
- 2012 : Hanabi, un jeu d'Antoine Bauza que Les XII Singes coédite avec Cocktail Games en France est publié pour la première fois en langue allemande par Abacus.
- 2013 : L'édition allemande de Hanabi remporte le Spiel des Jahres.
- 2016 : Drakerys pour le compte de Don't Panic Games.
- 2017 : Attack On Titan: The Last Stand, un jeu d'Antoine Bauza et Ludovic Maublanc publié chez Don't Panic Games.
- 2018 : Olive et Tom - Classico, un jeu d'Olivier Caïra publié chez Castelmore.
- 2018 : Safari Go Le Jeu des rangers, un jeu d'Olivier Caïra publié chez Castelmore.
- 2019 : Horde, un jeu de Stéphane Pigneul publié chez Castelmore.
- 2019 : La Grande Évasion, un jeu d'Antoine Bauza publié chez Castelmore.
- 2020 : Magnum Opus, un jeu de Lionel Borg, publié chez Bragelonne Games quelques jours avant le confinement de la crise Covid-19.
- 2020 : Les deux premiers jeux de la collection La Vallée des marchands, un jeu de Sami Laakso publié chez Bragelonne Games. Édition originale en langue anglaise chez Snowdale Design.
- 2020 : Butine !, un jeu d'Olivier Caïra illustré par Olivier Derouetteau, publié chez Bragelonne Games. Ce jeu connaît en outre une édition en Russie en 2023.
- 2020 : Peco Peco, un jeu de Frédéric Morard illustré par Olivier Fagnère, publié chez Bragelonne Games.
- 2020 : Drakatak, un jeu de Pascal Le Manio illustré par Olivier Derouetteau, publié chez Bragelonne Games.
- 2020 : Pour la Reine, un jeu d'Alex Roberts, publié chez Bragelonne Games. Édition originale en langue anglaise chez Evil Hat Productions. Ce jeu initie une collection de jeu narratif : For The Story.
- 2021 : Zerzura, un jeu de Romaric Galonnier illustré par Sébastien Caiveau, publié chez Bragelonne Games.
- 2021 : Rituels, un jeu For The Story de Nicolas Le Vif, publié chez Bragelonne Games.
- 2021 : Donjons & Siphons, un jeu For The Story de Nicolas Le Vif illustré par Olivier Fagnère, publié chez Bragelonne Games.

- 2022 : Captains' War, un jeu d'Alexandre Aguilar illustré par Olivier Derouetteau
- 2022 : Donjons & Siphons, un jeu For The Story de Nicolas Le Vif
- 2022 : Pantacle, un jeu de Yohan Callet, Yann Grizonnet et David Paput, illustré par les Førtifem en collaboration avec François Vesin.
- 2022 : Audimat, un jeu For The Story de Nicolas Carré illustré par Jonathan Aucomte
- 2022 : Orconomie, seconde édition d'Orconomics, première édition française.
- 2023 : Ratapolis, un jeu de Julien Griffon illustré par Olivier Derouetteau. Ce jeu connaît en outre une édition en Russie.

## Concepteur de jeux
Outre sa collaboration à la mise au point des jeux Multisim et Rackham, il travaille à l'élaboration de jeux d'entreprise (business games) et de jeux sérieux (serious games).
- Jeu d'entreprise de recrutement pour L'Oréal — http://www.reveal-thegame.com/
- 2010 : Jeu sérieux pour la municipalité de Lieusaint : développement d'un projet de jeu de pistes d'Olivier Caïra sur un plan de la ville pour faire découvrir des éléments de l'histoire de la commune[2].
- Juin 2010 : Jeu sérieux pour la municipalité de Moissy-Cramayel : développement d'un projet ludique au sein d'un événement théâtral avec la compagnie Ogoa.
- Septembre 2010 : Collaboration aux Journées du Patrimoine, pour les Archives départementales de l'Oise.
- 2012 : Jeu d'entreprise de recrutement pour Allianz
- 2011-2014 : Jeu d'entreprise de recrutement pour Danone
- 2014 : Explore Team, jeu de société sur les valeurs managériales.

### En tant qu'auteur
Il est le coauteur de plusieurs livres, manuels de jeu et suppléments de contexte pour des jeux de rôle. Voici les titres des ouvrages publiés : 
- 2008 : Khaos 1795
- 2010 : Aventures en Abyme chez les XII Singes, d'après le Guide de la Cité des Ombres publiés chez Mnémos.

Pour Tenebrae
- 2013 : Les Templiers
- 2014 : Magies blanches
- 2014 : Malta Insula

Pour Nephilim
- 1999 : Chroniques de l'Apocalypse I : Irysos

Chroniques de l'Apocalypse II : Phaéton
Chroniques de l'Apocalypse III : 666
Chroniques de l'Apocalypse IV : Ieve
Compagnon (Le)
Templiers (Les) (Seconde édition)
Testament
- 2000 : Chroniques de l'Apocalypse V : Finis

Figures (Les)
- 2001 : Livre des Joueurs

Livre du Meneur de Jeu
- 2012 : 4e édition (20 ans) de Nephilim

Pour Agone
- 1999 : Agone

- 2000 : Abyme

Bestiaire
Pour Retrofutur
- 2002 : RétroFutur
- 2013 : Europole est un beau livre sur l'univers de Rétrofutur est publié aux Éditions Mnémos.

Pour Cadwallon
- 2006 : Manuel des Joueurs

Secrets Volume 1
Secrets Volume 2
Pour AT-43
- 2006 : AT-43, règles du jeu

Pour Dark Earth
- 1999 : Artefacts

Pour Guildes
- En 2000 : Guildes : El Dorado

### En tant que directeur de collection chezLes XII Singes
Il est directeur de collection chez les XII Singes sur la gamme Alkemy RPG, adaptation pour Donjons et Dragons du jeu de figurines Alkemy disponible chez Krakens Éditions, ainsi que sur les publications dédiées aux Ourobores, des guides consacrés à des villes imaginaires aux Éditions Mnémos.
- 2009 : Le Guide des Khalimans

Le Guide des Aurloks
Carnets de voyages I : Faux et usage de faux, un scénario de Cyril Denoual
Carnets de voyages II : Th'Mhénic, une ville de Cyril Denoual et Franck Plasse
Carnets de voyages III : La Nuit de la meute, un scénario de Patrice Crespy
Carnets de voyages VI : Le Souffle du désert, un scénario de Cyril Denoual
Le Guide de la Triade de jade
Le Guide d'Avalon
- 2010 : Aventures dans la Cité des ombres, un jeu de rôle en réalité alternée sur Abyme, Guide de la Cité des Ombres publié aux Éditions Mnémos.

- 2011 : Aventures dans la Cité Inconnue, un jeu de rôle en réalité alternée sur Kadath, Guide de la Cité Inconnue publié aux Éditions Mnémos.
- En 2012, il est nommé à la direction éditoriale des XII Singes. Il change le packaging de la collection Clé en mains et lance trois univers : Tenebrae, de Franck Plasse, Faust Commando, d'Arnaud Cuidet, et Hexagon Universe – l'adaptation en jeu de rôle des bandes dessinées –, de Romain d'Huissier et Laurent Devernay en collaboration de Jean-Baptiste Lullien et Jean-Marc Lofficier. Pendant quatre années, il coordonnera les publications de cette collection qui devient le plus important catalogue de jeux de rôle de création francophone, dont le succès commercial et critique Wastburg, inspiré de l'oeuvre de Cédric Ferrand.
- En 2020, la gamme Dieux ennemis qu'il a initié chez les XII Singes d'après le jeu Ennemy Gods de John Wick d'après un univers de Maxime Plasse et Jean-Baptiste Lullien se voit attribuer le Grog d'Or.
- En 2021, le jeu de rôle Le Cabinet des murmures de Matthias Haddad, publié sous sa direction chez les XII Singes, obtient le prix du Jeu de rôle de l'année.

### En tant que responsable éditorial
Il est en outre le responsable éditorial de plusieurs livres, manuels, suppléments et collection de jeux. Voici les titres des publications supervisées : 
Pour Mournblade
- 2012 : Mournblade

Écran du meneur de jeu
Pour Wasteland
- 2011 : Wasteland, les Terres gâchées

Écran du meneur de jeu
Le Chemin des Cendres
- 2012 : Le Chant du Labyrinthe

Pour Donjons et Dragons et sa 4e édition
- 2008 : L'Art de la guerre

Le Dédale du Roi des Trolls (P1)
- 2009 : Draconomicon

Manuel des plans
Manuel des Joueurs 2
Il a en outre supervisé l'adaptation des Wolfen de Confrontation pour la Bibliothèque interdite. Cet ouvrage n'est jamais paru.
Pour Nephilim
- 2000 : Exils
- 2001 : Livre des Joueurs

Livre du Meneur de Jeu
Écran du Meneur de Jeu
- 2002 : Arcanes Mineurs (Les)

Al-Mugawir
Arcanes Mineurs (Les)
Codex des Ar-Kaïm (Le)
Codex des Nephilim (Le)
Codex des Selenim (Le)
- 2003 : Atlantéides (Les)

Bohémiens (Les)
- 2013 : Nephilim, édition 20e anniversaire

Pour Retrofutur
- 2002 : RétroFutur

Écran du Meneur de Jeu
- 2003 : Agences (Les)

Dossiers de la Résistance : Air America
Dossiers de la Résistance : Bluesky
Dossiers de la Résistance : Brume
Dossiers de la Résistance : Cuisine de Tante Michèle
Dossiers de la Résistance : Fournisseur
Dossiers de la Résistance : Légion
Dossiers de la Résistance : Némo
Dossiers de la Résistance : Verdad!
Dossiers de la Résistance : Whisper
Premières Résistances
Pour Agone
- 1999 : Monarque des Jonquilles (Le)

Carte des Royaumes Crépusculaires
- 2000 : Bestiaire

Art de la Magie (L')
Abyme
Cahiers Gris (Les) (Édition révisée)
Codex des Farfadets
Codex des Fées noires
Codex des Géants
Codex des Lutins
Codex des Méduses
Codex des Minotaures
Codex des Nains
Codex des Ogres
Codex des Satyres
Coffret des Codex
- 2001 : Art de la Conjuration (L’)

Agone – Édition révisée
Sentence de l'Aube (La)
- 2002 : Violon de l'Automne (Le)

Automnins (Les)
Mécanique des Ombres (La)
Cahiers Gris 2 : les Organisations
Eclat de Sang
- 2003 : Dramatis Personae

Pour Guildes
- 2000 : Guildes : El Dorado

Écran du Meneur de Jeu
- 2001 : Art Etrange (L')

Art Guerrier (L')
Art Guildien (L')
Rêve de Silec Octalt (Le)
Route de Syrius (La)
Triomphe de Beltégeuse (Le)
Pour Cadwallon
- 2006 : Manuel des Joueurs

Écran du Meneur de Jeu
Reversible Gaming Tiles Set A
Reversible Gaming Tiles Set B
Reversible Gaming Tiles Set C
Reversible Gaming Tiles Set D
Secrets, Volume 1
Secrets, Volume 2
Pour AT-43
- 2006 : Starter Set – Operation Damocles

Règles du jeu
- 2007 : Army Book : U.NA.

Army Book : Therians
Army Book : Red Blok
- 2008 : Army Book : Karmans

Opération : Damocles (Existe uniquement en langue anglaise)
AT-43 : Tactical RPG (Existe uniquement en langue anglaise)
Opération : Frostbite
- 2009 : Army Book : Cogs

- 2010 : AT-43 2.0 (seconde édition du jeu et de ses suppléments)

Pour Confrontation
- 2005 : Confrontation, troisième édition

- 2006 : Dogs of War

- 2008 : Starter Set : Confrontation : L’Âge du Rag’narok

Confrontation : L’Âge du Rag’narok
Army Book : Temple
Army Book : Wolfens
Army Book : Creatures of Dirz
Army Book : Lahnars
- 2009 : Army Book : Achéron

Il a en outre été le rédacteur en chef de Hermès Trimégiste pour Nephilim et de Cry Havoc chez Rackham.